# Пригородное лесничество
При́городное лесни́чество — посёлок в Тамбовском районе Тамбовской области России. Входит в состав Тулиновского сельсовета.

## География
Посёлок находится в центральной части Тамбовской области, в лесостепной зоне, на берегу озера Чистоозерное, на расстоянии примерно 7 км (по прямой) к северо-востоку от города Тамбов, административного центра области и района. 

### Часовой пояс
Посёлок Пригородное лесничество, как и вся Тамбовская область, находится в часовой зоне МСК (московское время). Смещение применяемого времени относительно UTC составляет +3:00.

## Население
| 2002 | 2010 |
| ---- | ---- |
| 136  | ↘103 |

### Национальный состав
Согласно результатам переписи 2002 года, в национальной структуре населения русские составляли 95 % из 135 чел.

## Улицы
| - ул. Власово, - ул. Дорожная, - ул. Озёрная, | - ул. Песчаная, - ул. Смолоскипидарная, - ул. Средний кордон. |